# Joaquín Albaladejo Martínez
Joaquín Albaladejo Martínez (Torrevella, 11 de setembre de 1973) és un polític valencià, diputat al Congrés dels Diputats en la XI i XII legislatures.
És llicenciat en Dret a la Universitat d'Alacant i treballa com a agent de la propietat immobiliària i administrador de finques urbanes. Militant del Partit Popular, en fou secretari general a Torrevella. A les eleccions municipals espanyoles de 2007 fou escollit regidor de l'ajuntament de Torrevella, on fou segon tinent d'alcalde i regidor d'economia i hisenda. Després de les eleccions municipals espanyoles de 2011 fou nomenat primer tinent d'alcalde i diputat de la Diputació d'Alacant.
Fou elegit diputat per la província d'Alacant a les eleccions generals espanyoles de 2015 i 2016.